# 第14032號行政命令
第14032號行政命令，題為“应对为中华人民共和国某些公司提供资金支持的证券投资所产生的威胁”，是美國總統喬·拜登於2021年6月3日簽署的一项行政命令。該命令計劃於2021年8月2日生效。
該命令擴大了第13959號行政命令所宣布的國家緊急狀態的範圍，並禁止美國人投資被美國政府認定為與中國軍事或監控行業有聯繫的中國公司。受影響公司包括中國航空發動機集團、航天彩虹、中國航空工業集團、中航重機、中航光電、中航沈飛、西安飛機工業集團、中國運載火箭技術研究院、中國航天科工集團、中國交通建設公司、中國電子信息產業集團、中國電子科技集團、中國廣核集團、中國移動、中國核工業集團、中國海洋石油、中國兵器工業集團、中國鐵建、中國衛通、中國船舶重工集團、中國兵器裝備集團、中國船舶集團、中國電信等等。